# Blankbogen
Der Blankbogen ist ein Bogen ohne Bogenvisiere und Stabilisatoren. Nach dem Regelwerk des größten Verbandes der Bogenschützen, der World Archery Federation (WA) ist der Blankbogen eine Bogenklasse im Bogenschießen.

## Unterscheidung (Regelwerk WA)

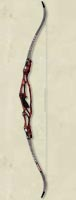
Recurve-Blankbogen

Als Blankbögen gelten olympische Recurvebögen und Compoundbögen ohne Visier und ohne Stabilisatoren, welche in dieser Bogenklasse streng verboten sind. Einzig das Anbringen von Gewichten für eine höhere Stabilisation beim Abschuss direkt am Griffstück  ist erlaubt. Das Gewicht soll bewirken, dass der Bogen nach dem Lösen des Schusses nicht zum Schützen kippt, sondern in einer stabilen, aufrechten Stellung verharrt. Bei Blankbögen ist, anders als beim olympischen Recurvebogen, der Schwerpunkt hinter dem Druckpunkt der Hand, sodass diese Bögen ohne Zusatzgewichte zu einem Rückwärtskippen neigen. Der entspannte Blankbogen inklusiv angebrachter Zusatzgewichte muss noch durch einen Ring mit dem Durchmesser von 12,2 cm geschoben werden können. Der Compoundbogen, als Blankbogen eingesetzt, erfüllt diese Regel schon aufgrund seiner Bauart nicht, so dass es sich bei diesem Bogen um keinen Blankbogen im Sinne des Regelwerks der WA handelt. Deutscher Feldbogensportverband und Deutscher Bogensport-Verband erkennen blanke Compoundbögen dagegen an. Auch Langbogen und Jagdbogen fallen theoretisch unter diese Klasse, haben aber aufgrund schlechterer Schussergebnisse durch die archaischen Materialien Sonderklassen.
Im gesamten Schießergebnis steht der Blankbogen einem olympischen Recurve nicht wesentlich nach. Eine regeltechnische Abgrenzung dazu gibt es lediglich in den Wettbewerben, wobei für die Blankbögen in den Target-Disziplinen der WA kürzere Entfernungen gelten (bis 18 m in der Halle, 50 m im Freien, während der olympische Recurve im Freien bis zu 70 und 90 m geschossen wird).
Olympischer Recurve und der Blankbogen unterscheiden sich, ausgenommen von technischen Details, auch vom Handling während des Schussaufbaus. Statt des fehlenden Visiers wird die ungenauere Pfeilspitze anvisiert (dadurch auch die kürzeren Schussdistanzen). Hier kommen insbesondere spezielle Auszug- und Ankertechniken wie Stringwalking oder Facewalking zum Einsatz konträr zum mediterranen Auszug/Anker, der beim olympischen Recurve vorherrschend ist. Unter Ankern versteht der Bogenschütze die genaue Positionierung und Lage der Zughand an einem bestimmten Punkt am Kopf. Im Gegensatz dazu steht die Bogenhand, welche den Bogen festhält und den Auszug ermöglicht.
Gegenüber dem gefühlsmäßigen Schießen (intuitives Schießen) mit dem schweren Langbogen oder dem leichten Jagdbogen übt man sich in Präzision. Die technische Ausstattung ist ansonsten mit dem olympischen Recurve identisch.
Ein Blankbogen besteht aus
- einem Recurve-Bogen Mittelteil (Griffstück aus Leichtmetall, Holz, oder auch Carbon)
- zwei Wurfarmen
- einer Sehne an der bis zu zwei Nockpunkte befestigt sein dürfen
- Pfeilauflage
- Button
- evtl. Zusatzgewichten (Achtung: der entspannte Bogen muss mit montierten Gewichten durch einen Ring mit 122 mm Innendurchmesser passen, um den Regeln zu entsprechen).

Geschossen werden darf
- mit Schießhandschuh
- oder Tab (Lederstückchen/Fingerschutz zum Ziehen der Sehne)[3]
- mit jedem Pfeilmaterial (Holz, Alu, Glasfaser, Carbon etc.), das auch für olympische Recurvebögen erlaubt ist.

Jede Markierung am Bogen, anhand derer der Schütze eine Entfernung abschätzen oder die als Zielhilfe dienen kann, ist verboten. Hierzu zählen Markierungen, Ausbuchtungen, Maserungen, Kerben oder Kratzer im Bogenfenster als auch auf der Rückseite des oberen Wurfarmes, ebenso ist es verboten Auszugskontrollen zu verwenden (Klicker).
Spektakulär war ein Verbot der Verwendung eines Recurve-Mittelteils des Herstellers Spigarelli (Italien) beim Modell „Spigarelli Revolution“. Das Mittelteil war aus materialtechnischen Gründen mit zwei Ausbuchtungen im Pfeilfenster versehen, durch welche die einzelnen Metallteile verschraubt waren. Dies wurde als Zielhilfe gewertet und das Mittelteil durfte nicht als Blankbogen im Feldbereich eingesetzt werden.

## Schießtechnik

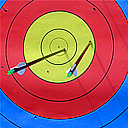
Zwei Pfeile im „Gold“

Ein Blankbogen ist der ideale Einstieg zum Präzisionsschießen, da er ohne technische Korrekturmöglichkeiten die korrekte Schießhaltung erfordert. Natürlich lässt sich auch ein Blankbogen intuitiv schießen, allerdings ist er optimalerweise mit seinem Zuggewicht auf den Schützen abgestimmt und kann so eine Zeit lang gespannt ruhig gehalten werden. Gezielt wird mit dem Auge, an dem die Zughand liegt, über die Pfeilspitze ins Gold.

### Der Schussaufbau
Der Bogenschuss von jedem Bogen erfolgt nach einem für die Bogenart typischen Verlauf, der immer gleich ist. In der Präzision der Wiederholbarkeit liegt der Erfolg des Schützen und das ist immenses Training. Details dieses Ablauf ändern sich von Schütze zu Schütze und sind auch abhängig vom verwendeten Material und der Umgebung (Bogen, Pfeile, Ziel, Witterung, Gelände, Tageszeit). In grober Skizze ist der Ablauf folgendermaßen:
- Stand nehmen
- Pfeil einlegen
- Augen zum Ziel
- Entfernung schätzen und abgreifen
- Drei Finger am Abgreifpunkt der Sehne
- Bogen hoch nehmen und zum Ziel gerade ausrichten
- vordere Schulter gerade zum Ziel ausrichten und Bogenarm strecken und "einrasten"
- Sehne mit Pfeil langsam mit der Zughand zum Anker ziehen und ankern
- Letzte Zielkorrekturen, dabei weiter Spannung über die Rückenmuskulatur bis zum endgültigen Auszug aufbauen
- Die Finger lösen sich blitzartig mit Erreichen der maximalen Spannung. Den Bogenarm dabei stabil lassen
- dem Pfeilflug regungslos folgen
- → im Idealfall ist dies dann eine „10“ beziehungsweise im „Gold“.

Hat der Pfeil sein Ziel verfehlt, so gibt es mehrere Erklärungsmöglichkeiten. Dabei kommt es darauf an, wo der Pfeil das Target getroffen hat, sofern die technischen Gegebenheiten korrekt waren und keine groben Zielfehler gemacht wurden. Die häufigsten Ursachen neben unsauberem Lösen sind:
- Links vom Ziel: Die Zughand hat nicht präzise geankert und ist nicht genau ausgezogen worden. Andernfalls wurde die Rückenspannung nach vorne verloren (Kriechen) oder der Kopf war nach rechts gedreht/geneigt.
- Rechts vom Ziel: Zu viel Rückenspannung noch ungesetzt. Der Kopf war nach links aus dem Ziel bewegt.
- Vertikale Abweichung: Die Höhe der Zughand muss korrigiert werden. Dies geschieht an der Sehne (Stringwalking) oder durch den Ankerpunkt am Gesicht (Facewalking).

### Stringwalking
Die am meisten angewendete Technik ist die des Stringwalking. Typisch für „Stringwalker“ ist, dass die Zughand unterhalb des Nockpunkts der Sehne liegt. Je tiefer die drei Zugfinger an der Sehne liegen, desto höher steht das Pfeilende und desto tiefer (kürzer) schießt man. Je näher die Zughand an das Pfeilende (Nockpunkt) reicht, desto tiefer liegt der Pfeil hinten und man schießt höher (=weiter). Jeder Schütze wählt je Schieß-Distanz seine Distanz zwischen Tab-oberkante und Nockpunkt, was er durch Herunterrutschen des Tabs erreicht. Mit dem Daumennagel vor einer bestimmten Stelle des Tabs an die Sehne gedrückt, lässt sich diese Distanz messen und dann ausschießen, also empirisch ermitteln, wie weit der Tab vom Nockpunkt an die Sehne gestellt wird, um zu treffen.
Zur Beachtung: Das Anbringen von Marken an der Sehne ist vor dem Turnier strikt verboten. Während eines Turniers ist es erlaubt sich eine Distanz auf der Sehne mit einem Fingernageleindruck auf der Sehnen-Mittelwicklung einzuprägen. Professionelle Schützen haben diesen Abstand längst mental zur Verfügung. Das Verbot von Markierungen im Blankbogen-Tab wurde 2008 in den WA-Regeln (zum damaligen Zeitpunkt noch FITA-Regeln) aufgehoben.

### Facewalking
Das Facewalking ähnelt dem Stringwalking. Der Unterschied besteht darin, dass der Abgriff an der Sehne immer der Gleiche ist, die Zughand aber an einer Position unterhalb des zielenden Auges ankert. Mit dieser Technik können auch sehr weite Distanzen noch genau geschossen werden. Die Reproduzierbarkeit der Schießergebnisse ist allerdings wesentlich schwieriger als beim Stringwalking. Wäre bei weiten Entfernungen ein Stringwalking über den Pfeil erforderlich, was Zielen und Abzug erschwert, ist das Facewalking vorzuziehen.